# Campionati oceaniani di tennistavolo
I Campionati oceaniani di tennistavolo sono una competizione sportiva organizzata dalla Oceania Table Tennis Federation (OTTF), in cui si assegnano i titoli oceaniani delle diverse specialità del tennistavolo.
I primi campionati oceaniani di tennistavolo furono organizzati nel 1978 e si svolgono con cadenza biennale.

## Edizioni
| Anno | Città            | Nazione            |
| ---- | ---------------- | ------------------ |
| 1978 | Auckland         | Nuova Zelanda      |
| 1982 | Sydney           | Australia          |
| 1986 | Ballarat         | Australia          |
| 1988 | Noumea           | Nuova Caledonia    |
| 1990 | Palmerston North | Nuova Zelanda      |
| 1993 | Victoria         | Australia          |
| 1994 | Papeete          | Polinesia francese |
| 1996 | Auckland         | Nuova Zelanda      |
| 1998 | Bendigo          | Australia          |
| 2000 | Koumac           | Nuova Caledonia    |
| 2002 | Suva             | Figi               |
| 2004 | Whangarei        | Nuova Zelanda      |
| 2006 | Geelong          | Australia          |
| 2008 | Papeete          | Polinesia francese |
| 2010 | Auckland         | Nuova Zelanda      |
| 2012 | Suva             | Figi               |
| 2014 | Bendigo          | Australia          |
| 2016 | Bendigo          | Australia          |
| 2018 | Gold Coast       | Australia          |